# Zerbst/Anhalt
Zerbst/Anhalt (Ciervisti, pol. hist. Czerwiszcze) – miasto w Niemczech w kraju związkowym Saksonia-Anhalt, w powiecie Anhalt-Bitterfeld. Stolica byłego powiatu Anhalt-Zerbst. W rankingu powierzchni miast, Zerbst/Anhalt zajmuje czwarte miejsce w kraju. Najbliżej położone duże miasta to Dessau-Roßlau ok. 20 km na południowy wschód, Magdeburg ok. 40 km na północny zachód.

## Historia
We wczesnym średniowieczu na prawym brzegu Łaby istniał tu gród o nazwie Czerwiszcze założony przez Słowian połabskich. Wokół grodu Słowianie zbudowali także osadę. Najstarsze wzmianki o niej pochodzą z 948 roku. W 1007 gród został opanowany przejściowo przez wojska Bolesława Chrobrego.
1 stycznia 2010 do miasta przyłączono wszystkie 21 gmin wspólnoty administracyjnej Elbe-Ehle-Nuthe. Bornum, Buhlendorf, Deetz, Dobbitz, Gehrden, Gödnitz, Grimme, Güterglück, Hohenlepte, Jütrichau, Leps, Lindau, Moritz, Nedlitz, Nutha, Polenzko, Reuden/Anhalt, Steutz, Straguth, Walternienburg i Zernitz. Gminy te stały się automatycznie dzielnicami miasta. W wyniku tej reformy administracyjnej Zerbst/Anhalt powiększyło swój obszar prawie sześć razy, natomiast gęstość zaludnienia spadła czterokrotnie.
Pozostałymi dzielnicami miasta są Bias, Bone, Bonitz, Luso, Mühlsdorf i Pulspforde.

## Polityka
W Radzie Miasta zasiada 28 radnych: FDP 5, CDU 7, SPD 5, Die Linke 4, Zieloni 2, WG 5.

## Osoby związane z miastem
- Johann Friedrich Fasch - kompozytor
- Katarzyna II Wielka - cesarzowa Rosji
- Paul Kummer - mykolog

## Przypisy

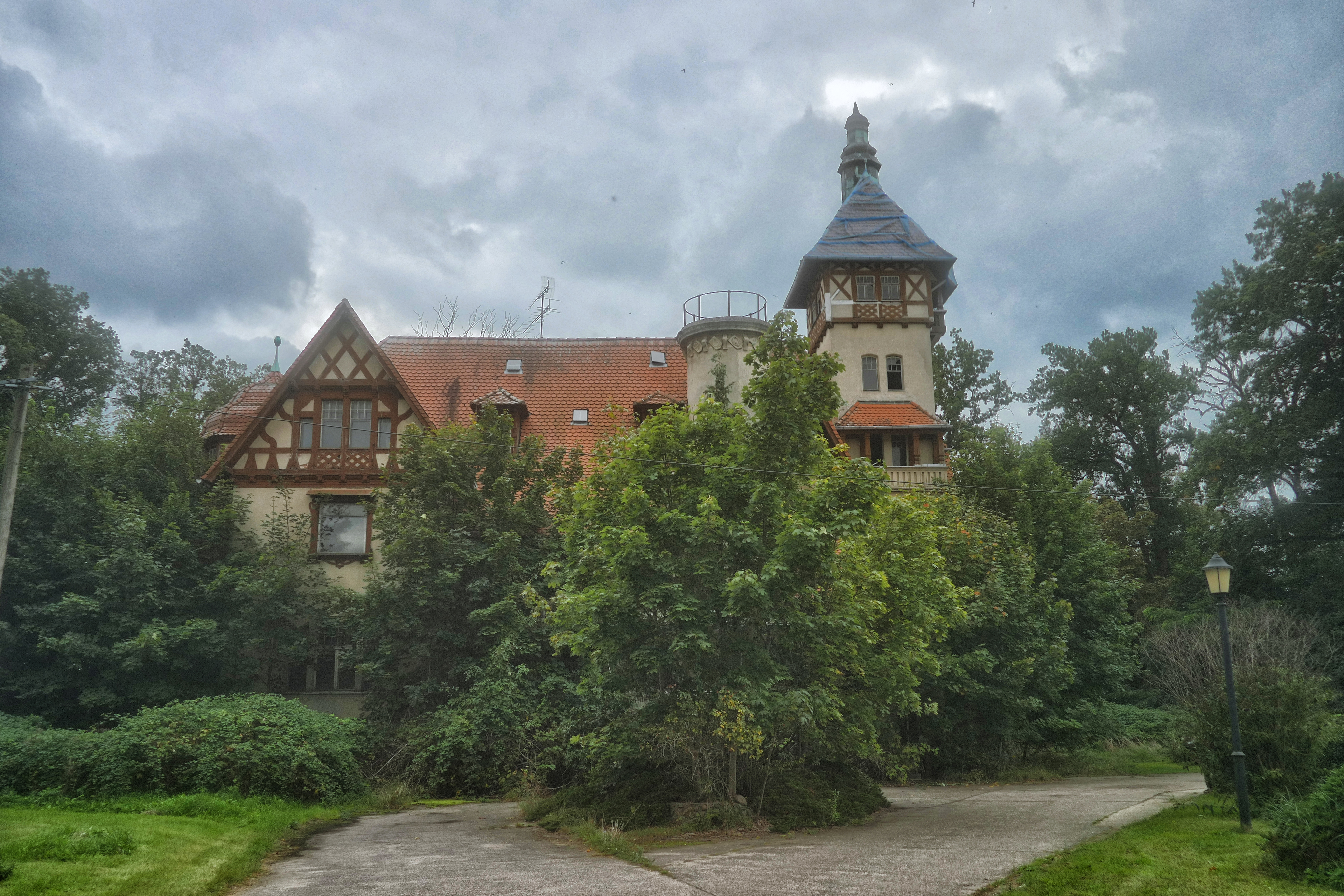
Dwór Nutha

## Współpraca
- Jever, Dolna Saksonia
- Nürtingen, Badenia-Wirtembergia
- Puszkin, Rosja